# Claudiu Eugen Ionescu
Claudiu Eugen Ionescu, född den 24 augusti 1959 i Constanța, Rumänien, är en rumänsk handbollsspelare.
Han tog OS-brons i herrarnas turnering i samband med de olympiska handbollstävlingarna 1980 i Moskva.